# Frank Thompson
Frank Thompson (Alliance, 11 marzo 1988) è un tiratore a volo statunitense, che ha rappresentato gli Stati Uniti ai Giochi olimpici di Londra 2012 e ai Giochi olimpici di Rio de Janeiro 2016.